# التوانسة (البليديين)
التوانسة هو دُوَّار يقع بجماعة أحلاف، إقليم بنسليمان، جهة الدار البيضاء سطات في المملكة المغربية. ينتمي الدوّار لمشيخة البليديين التي تضم 4 دواوير. يقدر عدد سكانه بـ 753 نسمة حسب الإحصاء الرسمي للسكان والسكنى لسنة 2004.

## روابط خارجية
- البوابة الوطنية للجماعات الترابية
- المندوبية السامية للتخطيط